# Isabelle Chevalley
Pour les articles homonymes, voir Chevalley.
Isabelle Chevalley, née à Aubonne le 13 avril 1972 (originaire de Denezy), est une personnalité politique suisse, présidente et fondatrice du mouvement Écologie libérale, puis membre du Parti vert'libéral et conseillère nationale de 2011 à 2021.

## Biographie
Née à Aubonne et originaire de Denezy, Isabelle Chevalley grandit à Saint-George et y vivait encore à la fin des années 2010. Diplômée en chimie de l'Université de Lausanne en 1995, elle obtient son doctorat en chimie en 2000. De 2000 à 2002, elle est première assistante pour les étudiants en pharmacie des Universités de Lausanne et de Genève, avant de devenir enseignante de chimie de 2002 à 2005 au collège et gymnase de Mont-Olivet à Lausanne.
De 2003 à 2007, elle est collaboratrice parlementaire du conseiller national Pierre Kohler.
Jusqu'en mai 2012, elle était mandatée par les Services industriels de Genève pour promouvoir l'implantation d'éoliennes industrielles dans l'Arc jurassien en particulier[réf. souhaitée]. Elle siège au conseil d'administration de Cremo depuis juin 2012.
Elle est mariée à Lamoussa Traoré, d'origine burkinabé, depuis juillet 2021.

## Parcours politique
De 2001 à 2002 elle est membre de l'Assemblée constituante vaudoise.
D'abord membre du Parti libéral, elle fonde en 2003 le mouvement Écologie libérale, dont elle est dès sa fondation présidente. Elle est expulsée du parti libéral lorsqu'elle crée une liste du mouvement Écologie libérale pour les élections fédérales en 2007.
En 2008, elle est élue députée au Grand Conseil du canton de Vaud.
En 2010, elle participe également à la fondation du Parti vert'libéral vaudois. Cette fondation se fait en collaboration avec 11 autres personnes, dont la majorité sont issus du mouvement Écologie libérale.
Elle est élue conseillère nationale en 2011. Elle s'y engage notamment contre le gaspillage alimentaire. Elle parvient également à autoriser la consommation d'insectes en Suisse en 2015 à la suite d'une interpellation au Parlement,, déposée après une dégustation d'insectes organisée dans les couloirs du Palais fédéral.
En 2016, elle est nommée candidate vert'libérale à l'élection de 2017 au Conseil d'État vaudois au sein d'une alliance de droite avec le PLR et l'UDC. Cette alliance n'a pas lieu à la suite du refus de l'UDC. Isabelle Chevalley se retire alors de la course au profit d'un autre candidat, François Pointet. Finalement en avril 2017, elle se présente au second tour de l'élection du Conseil d'État sur une liste conjointe avec l'UDC Jacques Nicolet.
En 2020, elle fait campagne contre l'initiative pour des multinationales responsables. Invoquant notamment son engagement en Afrique pour s'opposer au texte, sa position diffère de celle de son parti,. La campagne est particulièrement violente pour elle, qualifiée de néocolonialiste. Public Eye lui reproche une proximité avec le lobby des négociants,. Son indépendance est également remise en cause en raison de son passeport diplomatique burkinabé et de sa fonction de conseillère officielle du président de l'Assemblée nationale du Burkina Faso.
Lors du congrès virtuel des Vert'libéraux du 6 février 2021, elle cède son poste de vice-présidente du parti suisse à son collègue parlementaire romand Michel Matter.
Le 25 février 2021, elle annonce qu'elle se retirera de la vie politique à l'automne pour se consacrer à des projets de recyclage, notamment au Burkina Faso et au Sénégal,,. Céline Weber Koppenburg lui succède au Conseil national.

### Engagements associatifs
Isabelle Chevalley est membre du comité de Suisse Éole, association financée à hauteur de 500 000 francs par la Confédération.
En 2014, elle crée le groupe parlementaire Suisse-Afrique. Elle s'engage pour les pays de l'Afrique de l'Ouest au sein de l'ONG Nouvelle Planète en participant bénévolement à deux voyages d'entraide au Burkina Faso puis au Sénégal. Elle conseille par ailleurs le président du Parlement du Burkina Faso et détient un passeport diplomatique de ce pays,.

## Publications
- (en) Isabelle Chevalley, Andrew Marston et Kurt Hostettmann, « Liquid chromatography—Electrospray mass spectrometry for detection and isolation of an antifungal acetophenone fromRibes rubrum (Saxifragaceae) », Chromatographia, vol. 54, nos 3-4,‎ août 2001, p. 274–277 (ISSN 0009-5893 et 1612-1112, DOI 10.1007/BF02492257, lire en ligne, consulté le 12 novembre 2020)
- (en) Isabelle Chevalley, Andrew Marston et Kurt Hostettmann, « New Phenolic Radical Scavengers from Saxifraga Cuneifolia », Pharmaceutical Biology, vol. 38, no 3,‎ juillet 2000, p. 222–228 (ISSN 1388-0209 et 1744-5116, DOI 10.1076/1388-0209(200007)3831-SFT222, lire en ligne, consulté le 12 novembre 2020)
- (en) Isabelle Chevalley, Andrew Marston et Kurt Hostettmann, « A new gallic acid fructose ester from Saxifraga stellaris », Phytochemistry, vol. 50, no 1,‎ janvier 1999, p. 151–154 (DOI 10.1016/S0031-9422(98)00496-8, lire en ligne, consulté le 12 novembre 2020)
- Isabelle Chevalley, Message aux générations futures. Mais pourquoi, alors que nous savions, n'avons-nous rien fait ?, Éditions G d'Encre, avril 2010, 103 p.  (ISBN 978-2940257683)
- Isabelle Chevalley, L'éolien, entre mythes et réalité, Éditions G d'Encre, 2012, 91 p.  (ISBN 978-2-940501-15-1)